# Gongylidioides galeritus
Gongylidioides galeritus är en spindelart som beskrevs av Saito och Ono 200. Gongylidioides galeritus ingår i släktet Gongylidioides och familjen täckvävarspindlar. Inga underarter finns listade i Catalogue of Life.